# アンドレア (歌手)
アンドレア（ブルガリア語:Андреа / Andrea）、本名:テオドラ・ルメノヴァ・アンドレエヴァ（Теодора Руменова Андреева / Teodora Rumenova Andreeva、1987年1月23日 - ）は、ブルガリアのモデル、ポップ・フォーク歌手である。

## 来歴
子供の頃は、オペラ歌手でソリストのおばからソルフェージュとピアノ演奏を教わっていた。4歳の頃、クラシック・バレエの学校に通い始めた。
15歳のときにミス・ソフィア2002に選ばれ、また2005年にはブルガリア・スーパーモデル・コンテスト2005（конкурса Супермодел 2005）、フリルト・ヴォトカ・スーパーモデル（Супермодел на водка Флирт）に優勝し、ブルガリア・ミス観光（Мис Туризъм - България）にも選出された。
2006年にプロデューサのリューシー・イラリオノフ（Люси Иларионов）の下で音楽活動をはじめ、2006年6月に初のシングル「Като непознат」（Kato nepoznat）を発表した。また、この年にはヴォトカ「セレクト」（Селект）の広告塔にも抜擢された。10月にはブルガリア版マクシムの表紙を飾り、2006年末にはパイネルと契約を交わした。
2007年には国立文化宮殿でのコンサートに参加し、2008年3月には初のアルバム『Огън в кръвта』（Ogan v kravta）を発売した。

## 家族・親族
祖母のトドルカ・アフタロヴァ（Todorka Ahtarova）はかつて国立劇場のバレエ舞踊家、女優であり、ヴィオラ奏者でもある。祖父のミハイル・アフタロフ（Michail Ahtarov）は長年にわたってオーケストラ指揮者を務めた。もうひとりの祖母はソリストであった。

## アルバム
- Огън в кръвта（Ogan v kravta、2008年）
- Мен си търсил（Men si tarsil、2009年）
- Андреа（Andrea、2010年）
- Лоша（Losha、2012年）